# Jeppe Grønning
Jeppe Nørregaard Grønning (24 maggio 1991) è un calciatore danese, centrocampista del Viborg.

## Palmarès

### Club

#### Competizioni nazionali
- 2. Division: 1

Fyn: 2011-2012 (gruppo Ovest)
- 1. Division: 3

Viborg: 2012-2013, 2014-2015, 2020-2021